# 北緯36度30分線

1849年頃のアメリカ合衆国の地図（ただし州境は現在のもの）。緑色の線は北緯36度30分線、赤は奴隷州、青は自由州。

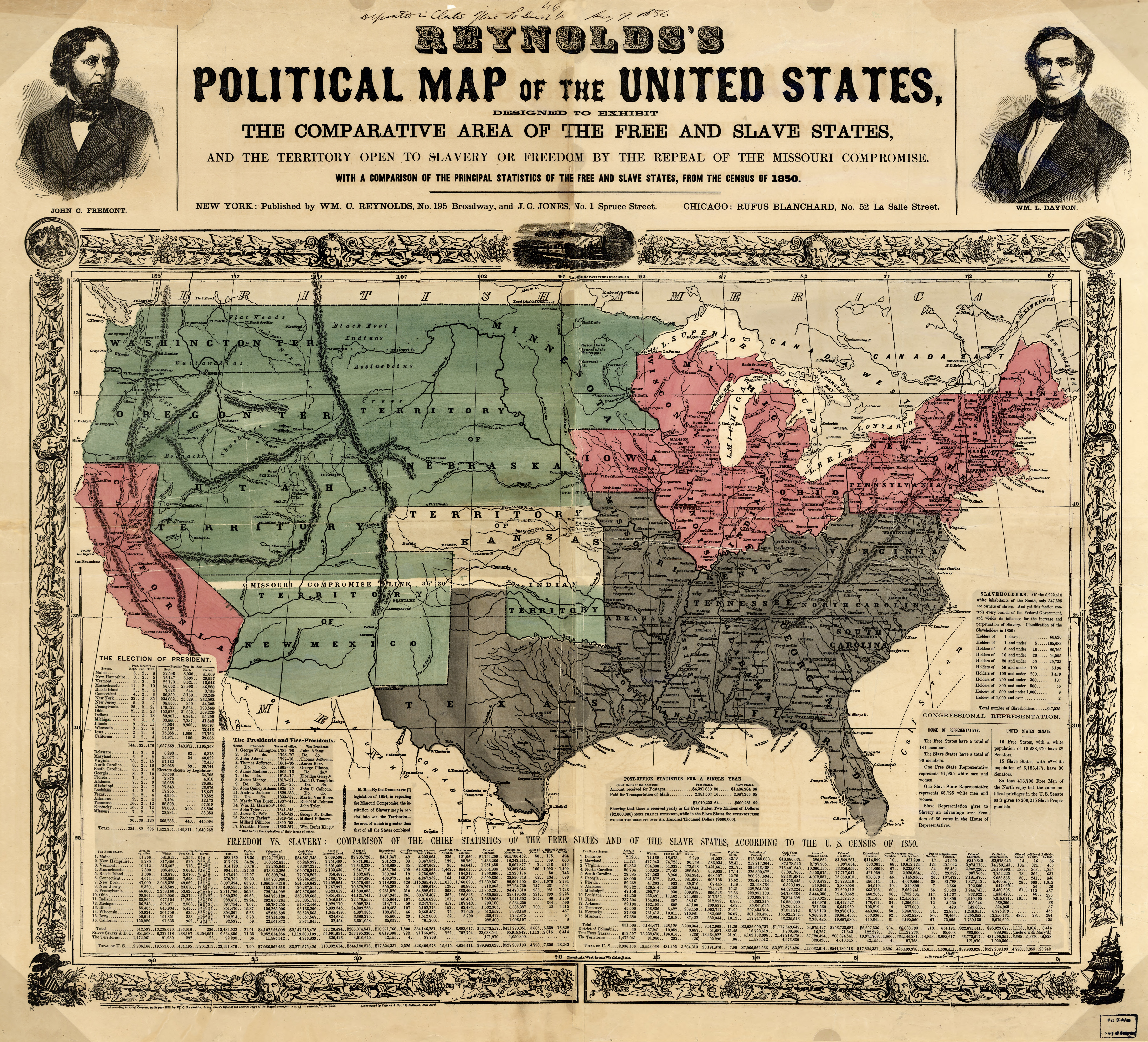
1856年の地図。奴隷州が灰色、自由州がピンク、米国領土が緑、両陣営の紛争の焦点となっていたカンザス州が白で示され、北緯36度30分線が目立つように描かれている。

北緯36度30分線（ほくい36ど30ふんせん）は、地球の赤道面より北に地理緯度にして36度30分（36.5度）の角度を成す緯線である。
この緯線は、ミズーリ妥協におけるミシシッピ川以西の奴隷州と自由州の境界として使用され、アメリカ合衆国の歴史において特に重要である。例外として、ミズーリ州の州域の大半はこの緯線より北にあるが、奴隷州とされた。

## アメリカ合衆国
アメリカ合衆国では、北緯36度30分線がいくつかの州の州境となっている。テネシー川とミシシッピ川の間ではテネシー州とケンタッキー州の州境となっている。セント・フランシス川より西ではミズーリ州とアーカンソー州の州境であり、オクラホマ州（オクラホマ・パンハンドル）とテキサス州（テキサス・パンハンドル）の境界もこの緯線である。バージニア州とノースカロライナ州、バージニア州とテネシー州、テネシー州とケンタッキー州の州境の一部は、この緯線の近くに設定されている。
ケンタッキー州とテネシー州の州境は、1665年にバージニア植民地とカロライナ植民地の境界として英国王により定義(Royal Colonial Boundary of 1665)されたものである。1779年から1780年にかけて、測量士がテネシー川までの境界を確定するために派遣された。彼らが西に向かって測量する間に少しずつ北にずれてゆき、テネシー川に到着したときには北緯36度30分線よりも約10分北にずれていた。それにも関わらず、境界は測量された線で設定された。テネシー川より先のミシシッピ川までの区間については、1819年にこの地域での原住民との紛争が解消されるまで測量されなかった。最後の部分は、ミシシッピ川を起点として東経36度30分からずれることなく測量された。
ミシシッピ川における北緯36度30分線の測量の精度が相対的に良かったことから、米国議会は、アーカンソー準州の北の境界として北緯36度30分線を西側に延長することを決定した。ただし、ミズーリ州南東部では、北緯36度30分線を超えてミシシッピ川に沿って北緯36度線まで突出しており、ミズーリ・ブーツヒールと呼ばれている。これは、この地域の主要な政治家が、1836年にアーカンソー州になったアーカンソー準州よりもミズーリ州に属した方が有利だと感じていたためである。
1820年のミズーリ妥協により、西部の領土では北緯36度30分線が奴隷制が合法となる北限に設定された。この妥協の一環として、マサチューセッツ州の一部が分離したメイン州は自由州として認められた。この追加により、上院における自由州と奴隷州の議席数のバランスが維持された。
ミズーリ州の大部分は北緯36度30分線よりも北にあるが、ミズーリ州南東部に住んでいた南部の農場主は奴隷制を支持していた。ミズーリ妥協はここから生じたものである。また、南部の奴隷州は、上院が奴隷制を廃止できないように、別の奴隷州の支援を得たいと考えた。ミシガン州・ウィスコンシン州・アイオワ州が自由州として、アーカンソー州・フロリダ州・テキサス州が奴隷州として合衆国に加盟したため、この状況は数十年続いた。
1845年にテキサス共和国が奴隷州として合衆国に加盟したとき、北緯36度30分線以北にある領有を主張していた土地を連邦政府に譲り渡す必要が生じた。この土地は後にカンザス州、コロラド州、ニューメキシコ州、オクラホマ州の一部になった。1850年協定により、北緯36度30分線がテキサス州の北の境界であることが確認された。その後、カンザス州は1861年に自由州として合衆国に加盟した。
1850年のニューメキシコ準州とユタ準州、1854年のカンザス準州、1861年のコロラド準州の創設により、西部準州の1つであるニューメキシコの境界が北緯37度線よりも北に移動した。ニューメキシコ準州は最終的にニューメキシコ州とアリゾナ州の2つの州に分割されたが、これは憲法修正第13条により米国全土で奴隷制度が廃止されてからかなり後の1910年代のことである。
テキサス州の北の境界は北緯36度30分線、カンザス州・コロラド州の南の境界は北緯37度線であり、この2つの境界の間はどこの州にも属さない" No Man's Land"（誰もいない土地）と呼ばれた。1889年にオクラホマ州に編入され、オクラホマ・パンハンドルと呼ばれるようになった。
ラスベガスを含むネバダ州の主要部分は北緯36度30分線よりも南にあり、1861年にネバダ準州が発足した時点ではニューメキシコ準州（1863年以降はアリゾナ準州）に属していた。この土地は、1871年に連邦政府によってアリゾナ準州からネバダ州に移管された。
1850年協定では、カリフォルニアを北緯36度30分線に沿って分割することも、奴隷制を許可することも行わなかった。カリフォルニア・ゴールドラッシュにより形成された社会的・政治的条件により、そのような考えは排除された。実際、カリフォルニアはすぐに自由州として合衆国に加盟が認められた。
アメリカ南北戦争（1861〜65年）の間、北緯36度30分線より南に位置する全ての州がアメリカ連合国に加わった。ケンタッキー州とミズーリ州は通常の議会と並行して選出された南軍の議会を有していたが、バージニア州を除き、北緯36度30分線より北の土地を持つ全ての州は合衆国に留まった。また、奴隷州であるメリーランド州は、エイブラハム・リンカーン大統領の指揮下で北軍に占領されたため、州議会は合衆国から脱退しないという投票をするよう圧力をかけられた。リンカーンや米国議会の他のメンバーは、首都であるワシントンD.C.が南軍の州に囲まれ他の州から遮断されることを防ぐために、メリーランド州が合衆国に留まることを望んでいた。メリーランド州が合衆国を脱退していたら、連邦政府はフィラデルフィアなどの北のどこかの都市に遷都せざるを得なくなる所だった。

## 通過する地域一覧
北緯36度30分線は、本初子午線から東に向かって以下の場所を通っている。
| 地理座標                                                | 国土・領土・領海 | 備考 |
| ------------------------------------------------------- | ---------------- | --- |
| 北緯36度30分 東経0度0分 / 北緯36.500度 東経0.000度      | 地中海           | |
| 北緯36度30分 東経1度8分 / 北緯36.500度 東経1.133度      | アルジェリア     | |
| 北緯36度30分 東経8度9分 / 北緯36.500度 東経8.150度      | チュニジア       | |
| 北緯36度30分 東経10度50分 / 北緯36.500度 東経10.833度   | 地中海           | イタリア シチリア島のすぐ南を通過 |
| 北緯36度30分 東経22度21分 / 北緯36.500度 東経22.350度   | ギリシャ         | マニ半島、エラフォニソス島（英語版）、マレアス岬 |
| 北緯36度30分 東経23度8分 / 北緯36.500度 東経23.133度    | エーゲ海         | ギリシャ フォレガンドロス島のすぐ南を通過 ギリシャ サントリーニ島のすぐ北を通過 ギリシャ アスティパレア島のすぐ南を通過 |
| 北緯36度30分 東経26度58分 / 北緯36.500度 東経26.967度   | ギリシャ         | Κανδελιούσσα(Kandelioussa)島 |
| 北緯36度30分 東経26度59分 / 北緯36.500度 東経26.983度   | エーゲ海         | ギリシャ ニシロス島のすぐ南を通過 ギリシャ ティロス島のすぐ北を通過 ギリシャ シミ島のすぐ南を通過 ギリシャ ロドス島のすぐ北を通過 |
| 北緯36度30分 東経29度8分 / 北緯36.500度 東経29.133度    | トルコ           | |
| 北緯36度30分 東経30度32分 / 北緯36.500度 東経30.533度   | 地中海           | アンタルヤ湾（英語版） |
| 北緯36度30分 東経32度5分 / 北緯36.500度 東経32.083度    | トルコ           | |
| 北緯36度30分 東経34度11分 / 北緯36.500度 東経34.183度   | 地中海           | イスケンデルン湾 |
| 北緯36度30分 東経36度0分 / 北緯36.500度 東経36.000度    | トルコ           | |
| 北緯36度30分 東経36度33分 / 北緯36.500度 東経36.550度   | シリア           | |
| 北緯36度30分 東経41度23分 / 北緯36.500度 東経41.383度   | イラク           | |
| 北緯36度30分 東経45度3分 / 北緯36.500度 東経45.050度    | イラン           | |
| 北緯36度30分 東経61度9分 / 北緯36.500度 東経61.150度    | トルクメニスタン | |
| 北緯36度30分 東経64度37分 / 北緯36.500度 東経64.617度   | アフガニスタン   | |
| 北緯36度30分 東経71度49分 / 北緯36.500度 東経71.817度   | パキスタン       | カイバル・パクトゥンクワ州 ギルギット・バルティスタン州（ インドが領有を主張） |
| 北緯36度30分 東経75度58分 / 北緯36.500度 東経75.967度   | 中国             | 新疆ウイグル自治区 青海省（西寧市のすぐ南を通過） 甘粛省 寧夏回族自治区 甘粛省 陝西省 山西省 河北省 山東省 |
| 北緯36度30分 東経120度57分 / 北緯36.500度 東経120.950度 | 黄海             | 韓国 安眠島を通過 泰安湾を通過 |
| 北緯36度30分 東経126度20分 / 北緯36.500度 東経126.333度 | 韓国             | 忠清南道 忠清北道（俗離山を通過） 慶尚北道 |
| 北緯36度30分 東経129度27分 / 北緯36.500度 東経129.450度 | 日本海           | 日本 島後のすぐ北を通過 |
| 北緯36度30分 東経136度30分 / 北緯36.500度 東経136.500度 | 日本             | 本州: – 石川県 – 富山県 – 長野県 – 群馬県 – 栃木県 – 茨城県 |
| 北緯36度30分 東経140度38分 / 北緯36.500度 東経140.633度 | 太平洋           | |
| 北緯36度30分 西経121度56分 / 北緯36.500度 西経121.933度 | アメリカ合衆国   | カリフォルニア州 ネバダ州 アリゾナ州 ニューメキシコ州 オクラホマ州・テキサス州州境 オクラホマ州 ミズーリ州・アーカンソー州州境 ミズーリ州 ケンタッキー州・テネシー州州境（約5km） ミズーリ州（約5km） ケンタッキー州・テネシー州州境 テネシー州 ノースカロライナ州 |
| 北緯36度30分 西経75度52分 / 北緯36.500度 西経75.867度   | 大西洋           | |
| 北緯36度30分 西経6度16分 / 北緯36.500度 西経6.267度     | スペイン         | カディスとマルベーリャを通過 |
| 北緯36度30分 西経4度41分 / 北緯36.500度 西経4.683度     | 地中海           | |